# Bloco do Barriga
O Grêmio Recreativo Bloco Carnavalesco do Barriga é um bloco de enredo da cidade do Rio de Janeiro, sediado no bairro de Cordovil. Foi fundado em 20 de janeiro de 1944, tendo como cores o azul e branco. 

## História
O bloco foi criado em 1965 na Zona Sul do Rio de Janeiro, na ladeira do Leme,  O Bloco do Barriga, apesar da transferência, em nenhum momento chegou a paralisar suas atividades, apesar disso, e rapidamente se reorganizou no novo conjunto habitacional, em Cordovil. A história da agremiação, nesse contexto, lembra a da escola de samba Independentes do Leblon, rebatizada como Independente de Corvil.
Em 1965, os ritmistas do bloco tocaram a Valsa da Cidade nas caixas de guerra. Em desempate por sorteio, o Barriga foi vice-campeão, sendo campeão o Foliões de Botafogo,  seu maior rival. 
No ano de 2010, foi o oitavo bloco a desfilar na Avenida Rio Branco em 2010, com o enredo De barriga cheia, obtendo a quarta colocação, com 196 pontos. Em 2011, o tradicional bloco de Cordovil foi um dos rebaixados para o Grupo II dos blocos de enredo, e no ano de 2012, sofreu o segundo rebaixamento, indo para o terceiro grupo.
A partir de 2013, no entanto, a agremiação voltou a ter melhores resultados: venceu o grupo 3 naquele ano, e dois anos depois, venceu o Grupo 2, voltando à divisão principal da Federação dos Blocos.
Em 2016, o bloco chegou ao vice-campeonato do primeiro grupo, e obteve um tricampeonato consecutivo nos três anos seguintes.

## Segmentos

### Presidentes
| Nome               | Mandato        | Ref.  |
| ------------------ | -------------- | ----- |
| André Lúcio Sabino | ? - ?          | [ 1 ] |
| Fernando Florenço  | ? - atualidade | [ 3 ] |

### Presidentes de Honra
| Nome                | Mandato        | Ref. |
| ------------------- | -------------- | ---- |
| Nilza Sabino Cortez | ? - atualidade |      |

### Diretores
| Ano  | Diretor de Carnaval | Diretor geral de harmonia | Ref. |
| ---- | ------------------- | ------------------------- | ---- |
| 2016 | Elmo Evangelista    | Elmo Evangelista          |      |
| 2017 | Elmo Evangelista    | Elmo Evangelista          |      |

### Coreógrafo
| Ano  | Nome        | Ref. |
| ---- | ----------- | ---- |
| 2017 | Alex Panico |      |

### Rainhas de Bateria
| Período | Rainha        | Madrinha | Ref.  |
| ------- | ------------- | -------- | ----- |
| 2017    | Lidiane Lima  |          |       |
| 2020    | Maiara Borges |          | [ 3 ] |

### Intérpretes
| Período | Nome                                                                | Ref.  |
| ------- | ------------------------------------------------------------------- | ----- |
| 2017    | Luizão e Neilson Tavares                                            |       |
| 2020    | Luan Imperador, Nei Bessa e Nazareno Vieira da Silva Junior “Nazah” | [ 3 ] |

## Carnavais
| Ano  | Colocação   | Grupo                      | Enredo | Carnavalesco                      | Ref.         |
| ---- | ----------- | -------------------------- | --- | --------------------------------- | ------------ |
| 2006 | 3º lugar    | 1-Bloco                    | A festa é nossa e o presente é você | Elmo Evangelista e Sylvio Cunha   | [ 4 ]        |
| 2007 | 5° lugar    | 1-Bloco                    | Ópera negra Linda de Oxum | Elmo Evangelista e Sylvio Cunha   | [ 5 ]        |
| 2008 | 6º lugar    | 1-Bloco                    | A luz do poeta - Candeia | Elmo Evangelista e Sylvio Cunha   | [ 6 ]        |
| 2009 | 8° lugar    | 1-Bloco                    | A Minha Identidade | José Nathanael e Elmo Evangelista | [ 7 ]        |
| 2010 | 4º lugar    | 1-Bloco                    | De Barriga Cheia | Jack Vasconcelos                  | [ 8 ] [ 9 ]  |
| 2011 | 8º lugar    | 1-Bloco                    | Eu sou da noite não posso negar | Elmo Evangelista                  | [ 10 ]       |
| 2012 | 7º lugar    | 2-Bloco                    | Viva e Deixe me Viver | Raphael Ladeira                   | [ 11 ]       |
| 2013 | Campeã      | 3-Bloco                    | O poder das Mãos | Raphael Ladeira                   | [ 12 ]       |
| 2014 | 5º lugar    | 2-Bloco                    | O Mundo em papel | Raphael Ladeira                   | [ 13 ]       |
| 2015 | Campeã      | 2-Bloco                    | Águas de Oxalá | Raphael Ladeira                   |              |
| 2016 | Vice-campeã | 1-Bloco                    | O Redescobrimento do Brasil | Raphael Ladeira                   | [ 1 ] [ 14 ] |
| 2017 | Campeão     | 1-Bloco                    | Oh! Que saudade do meu tempo de guri (Compositores:Emmanoel Barbosa, Mariano de Jesus Filho, Valdeir da Silva Valença, Dalvimar Moreira Brito.)                                                                                    | Raphael Ladeira                   | [ 15 ]       |
| 2018 | Campeão     | 1-Bloco (primeira divisão) | |                                   | [ 16 ]       |
| 2019 | Campeão     | B (primeira divisão)       | |                                   |              |
| 2020 | 5º lugar    | A (primeira divisão)       | O jeito é ver a banda passar Compositores: Bruno Monção Braga, Neilson da Silva Tavares, Nazareno Vieira da Silva Junior “Nazah”, Flávio de Moura Pereira, Emanoel Barbosa, Victor Niwley Meireles de Souza e Luiz Vicente Quirino | Raphael Ladeira                   | [ 3 ]        |
| 2022 | Campeão     | A (primeira divisão)       | A Farra do Boto Namorado | Raphael Ladeira                   |              |
| 2023 | Vice-campeã | 1 (primeira divisão)       | O Senhor da Luz | Raphael Ladeira                   |              |
| 2024 | Vice-campeã | 1 (primeira divisão)       | Estou Gamado em Você |                                   |              |
| 2025 | 3° lugar    | 1 (primeira divisão)       | Se a Canoa Não Virar |                                   |              |

- Commons